# Asplundia krukoffii
Asplundia krukoffii är en enhjärtbladig växtart som beskrevs av Gunnar Wilhelm Harling. Asplundia krukoffii ingår i släktet Asplundia och familjen Cyclanthaceae. Inga underarter finns listade.